# Portret princese (Pisanello)
Portret princese je slika v temperi na tabli, pripisana italijanskemu poznogotskemu mojstru Pisanellu. Verjetno je bila naslikana med letoma 1435 in 1445, znana pa je tudi kot Portret princese iz rodbine Este. Pisanellu sliko trdno pripisujejo zaradi slogovnih razlogov in ker je v tem obdobju bival v Ferrari, kjer je končal tudi portret in slavnostno medaljo markiza Leonella d'Esteja.
Princesa je prikazana v profilu na ozadju številnih metuljev in cvetov orlice. Metulj (zdi se, da je Vanessa atalanta) v bližini princesinega čela je simbol duše.
Trenutno je slika razstavljena v muzeju Louvre v Parizu v Franciji.

## Zgodovina
Ta slika je prvič prišla na dan leta 1860 v prodaji, ko jo je kupil nemški konzul Felix Bamberg. Leta 1893 jo je Louvre kupil od Charlesa Picarda za 30.000 frankov.
Že dolgo ni nikogar, ki bi dvomil o imenu umetnika; vendar identiteta portretiranke ostaja skrivnost. Portret predstavlja zelo mlado žensko, komaj kaj več kot dekle. V ozadju zelenja je nekaj metuljev, naglji in orlice, profil je ostro opredeljen. Njeni lasje so oblikovani tako, da ustvarjajo videz visokega, okroglega čela, ki je atribut lepote v renesančni Italiji.Ženske te dobe so si pogosto pulile obrvi, lasne linije in dlake močno potegnile stran od obraza, da bi poudarile to kakovost.
Edina trdna podlaga za hipotezo identifikacije je vezenina na njenem rokavu, ki predstavlja vazo z dvema ročajema družine Este; to najdemo tudi na hrbtni strani medalje, ki jo je Pisanello oblikoval za Lionella d'Este. Zato so portret poskušali povezati z različnimi princesami iz te družine. Pisanello je bil eden izmed umetnikov, ki so jih zaposlili in je večkrat ostal v Ferrari (Italija), kjer je okrasil sobo v palači Schifanoia.
Margherita Gonzaga (umrla 1439) je morda ena od možnosti za portretiranko. Bila je žena Lionela d'Esteja in slika je bila morda narisana v času njune poroke leta 1433. Drugi predlog da svež in mlad obraz označuje Ginevro d'Este zaradi vejice brina na rokavu - čeprav je to lahko preprosto simbol sreče in ne besedna igra v njenem imenu. Bila je nesrečna nečakinja in žena strah vzbujajočega Sigismonda Pandolfa Malateste, ki je Romagno izpostavil ognju in orožju in katerega brezsramna afera z Isotto degli Atti je bila škandal starosti. Malatesta je naročil polihistorju [[Leon Battista Alberti|Leonu Battisti Albertiju gg, da je v Riminiju zgradil cerkev Tempio Malatestiano. Ženo je zastrupil leta 1440, ko je bila stara le dvaindvajset let. Predlagajo tudi, da je dama na portretu morda princesa Gonzaga: morda Beatrice ali Margherita ali učena Cecilia, ki jo je Pisanello upodobil tudi na medalji (prim. Slika desno).

## Opis
Glavna junakinja slike je upodobljena v profilu, tako kot na medaljah, ki se nanašajo na rimsko cesarsko tradicijo, s podolgovato glavo, ki spominja na modo tistega časa, vrhunec pa je dodelana pričeska z belim trakom. Oblečena je v dragoceno rdeče-belo tkanino za tisti čas, ki jo dopolnjuje ogrinjalo, kjer je simbol družine Este okrašena z biseri in dragocenimi vezeninami.

### Botanične vrste
Podrobnosti pri upodabljanju cvetnih detajlov ozadja in mirno vljudno vzdušje so tipični elementi poznogotskega sloga, katerega največji mojster v severni Italiji je bil Pisanello.
Kot smo že omenili, Pisanello v tem delu oznanja znamenja smrti, ki jih najdemo v ozadju. Simboli so številni:
- Metulj: simbol duše.
- Živa meja iz orlic: simbol poroke, simbol plodnosti in smrti.
- Nagelj: simbol poroke, plodnosti in zaroke.
- Vaza z dvema ročajema s sidri: upodobljena je na plašču Ginevre in je heraldično znak družine d' Este; pomanjkanje znaka druge rodbine dokazuje, da to ni zaroka.
- Vejica brina: sklicevanje na ime Ginevra in tudi znamenje smrti.
- Veriga: simbol zveze, zakona.